# Giải điều chế
Giải điều chế hay còn gọi là tách sóng (tiếng Anh:demodulation), là quá trình tách lấy tín hiệu thông tin ra khỏi sóng mang cao tần. Còn đối với điều chế số, tín hiệu số sẽ được biến đổi về dạng thông tin. Tóm lại, giải điều chế là một quá trình ngược lại so với quá trình điều chế.
Bộ giải điều chế là một mạch điện tử (hoặc cũng có thể là một phần mềm được sử dụng để phục hồi nội dung thông tin từ sóng mang điều biến được điều chế. Ngõ ra của mạch điều chế có thể là tín hiệu âm thanh, video hoặc là dữ liệu nhị phân.

## Lịch sử

### Thời kì đầu
Trong các hệ thống vô tuyến điện được sử dụng trong ba thập niên đầu tiên của đài phát thanh
(1884-1914), máy phát không truyền đi âm thanh nhưng truyền thông tin dưới
dạng xung sóng đại diện cho tin nhắn văn bản trong mã Morse. Do đó,người nhận chỉ đơn thuần
phải phát hiện sự hiện diện hoặc không có tín hiệu radio, và tạo ra âm thanh tiếng nhấp chuột.Các thiết bị này được gọi là
máy dò. Các máy dò đầu tiên là các
máy liên kiết bằng mạt (coherer), các thiết bị đơn giản hoạt động như một công tắc.

### Thời kì tiếp theo
Loại điều chế đầu tiên được sử dụng để truyền âm thanh qua sóng vô tuyến là
điều chế biên độ (AM) do Reginald Fessendon phát minh ra vào khoảng năm 1900. Một tín
hiệu vô tuyến AM có thể được điều chế bằng cách điều chỉnh nó, loại bỏ các xung tần số vô tuyến ở một phía của tàu sân bay, nó từ dòng điện xoay chiều (AC) đến dòng điện trực tiếp pulsating (DC). Biên
độ của DC thay đổi theo tín hiệu âm thanh điều biến, vì
vậy nó có thể điều khiển tai nghe. Fessendon đã phát
minh ra bộ giải điều chế AM đầu tiên vào năm 1904 gọi là máy dò điện phân, bao gồm một cây kim ngắn nhúng vào một cốc axit pha loãng. Trong cùng năm đó,
John Ambrose Fleming đã phát minh ra van Fleming hoặc diode nhiệt điện cũng có thể hiệu chỉnh tín hiệu AM.

## Các loại giải điều chế

### Giải điều chế tần số
Điều chế tần số (FM) có nhiều ưu điểm hơn AM như độ trung thực và khả năng chống nhiễu tốt hơn. Tuy nhiên, nó phức tạp hơn nhiều để điều chỉnh và giải điều chế sóng mang với FM, và AM có thể sử dụng nó trước vài thập kỷ.
Có một số loại giải điều chế FM phổ biến:
- Các máy dò cầu phương, trong đó giai đoạn thay đổi các tín hiệu bằng 90 độ và nhân nó với phiên bản unshifted. Một trong các thuật ngữ rơi ra từ hoạt động này là tín hiệu thông tin ban đầu, được chọn và khuếch đại.
- Tín hiệu được đưa vào một PLL và tín hiệu lỗi được sử dụng như tín hiệu giải điều chế.
- Phổ biến nhất là một Foster-Seeley. Điều này bao gồm một bộ lọc điện tử làm giảm biên độ của một số tần số liên quan đến những bộ lọc khác, tiếp theo là bộ giải điều chế AM. Nếu đáp ứng bộ lọc thay đổi tuyến tính với tần số, đầu ra tương tự cuối cùng sẽ tỷ lệ thuận với tần số đầu vào, như mong muốn.
- Một biến thể của Foster-Seeley được gọi là máy dò tỷ lệ.
- Một phương pháp khác sử dụng hai bộ giải điều chế AM, một bộ điều chỉnh đến đầu cao của băng tần và đầu kia đến đầu thấp và cho đầu ra vào bộ khuếch đại khác biệt.
- Sử dụng bộ xử lý tín hiệu số, như được sử dụng trong đài phát thanh do phần mềm xác định.